# J. League 1995
La temporada de 1995 de la J. League fue el tercer campeonato celebrado del campeonato profesional de Japón. Tuvo lugar desde el 18 de marzo hasta el 6 de diciembre de 1995. Con 14 equipos participantes, esta edición supuso la consolidación del torneo profesional de liga en el país.

## Ascensos y descensos
| Pos | Ascendidos de la Japan Football League 1994 |
| --- | ------------------------------------------- |
| 1.º | Cerezo Osaka                                |
| 2.º | Kashiwa Reysol                              |

| Descendidos en la temporada 1994 |
| -------------------------------- |
| No hubo                          |

- De esta manera, el número de participantes aumentó a 14.

## Sistema del campeonato
La edición contó con 14 participantes; los 12 del campeonato de 1994 y 2 nuevos procedentes de la Japan Soccer League que habían pasado a ser profesionales. Estos dos clubes fueron Cerezo Osaka, que en el torneo semiprofesional era el conjunto de la empresa Yanmar, y Kashiwa Reysol perteneciente a Hitachi.
| - Bellmare Hiratsuka - Cerezo Osaka - JEF United Ichihara - Gamba Osaka - Júbilo Iwata - Kashima Antlers - Kashiwa Reysol |  | - Nagoya Grampus Eight - Sanfrecce Hiroshima - Shimizu S-Pulse - Urawa Red Diamonds - Verdy Kawasaki - Yokohama Flügels - Yokohama Marinos |

La J. League contó con dos rondas, a ida y vuelta (26 partidos) cada una. El campeón de cada ronda jugaría una final en la que se decidiría el vencedor de la J. League, aunque en caso de haber ganado el mismo equipo la ida y vuelta este encuentro no era necesario.
Se estableció un nuevo método basado en la puntuación, pero con diferencias con respecto a cualquier liga. No se contemplaba el empate, por lo que si habían pasado los 90 minutos reglamentarios se iba a prórroga con gol de oro e incluso penaltis. El equipo ganador se llevaba 3 puntos independientemente de cuando logró la victoria, pero el equipo perdedor podía puntuar (1 punto) si su derrota se produjo en penaltis.

## Desarrollo
La J. League 1995 comenzó con un fuerte interés mediático y popular, a pesar de que Japón no lograra su clasificación para el Mundial de 1994, y llegó incluso a convertirse en una moda entre la juventud nipona. A su vez, fue el periodo en el que se establecieron la mayoría de apoyos y rivalidades entre ciudades.
Sin embargo en esta edición se tuvieron que solucionar varios problemas relacionados con la estructura. El primero fue la elaboración del calendario, ya que suponía una fuerte carga de partidos (como mínimo un equipo jugaba 56) debido al aumento de clubes a catorce. El sistema se cambió para la temporada 1996. El segundo fue el sistema de puntuación, ya que se eliminó el sistema de victorias para diferenciarse de la Liga Japonesa de Béisbol Profesional. La solución fue otorgar 3 puntos al vencedor y no contemplar el empate, pero era paradójica en tanto que un equipo perdedor podía puntuar si caía en la tanda de penaltis.
El campeonato comenzó con el aumento significativo del número de extranjeros, ya que vinieron jugadores como Gary Lineker, Salvatore Schillaci, César Sampaio, Jorginho, Toninho Cerezo, Careca o Dragan Stojković entre otros. En la primera vuelta el vencedor fue el equipo Yokohama Marinos, pero en la segunda Verdy Kawasaki logró imponerse con relativa comodidad, con una diferencia de 8 puntos sobre el segundo. En la final Verdy no pudo obtener su tercer título y Yokohama Marinos consiguió su primer campeonato de liga, con un agregado de 2-0.
Para la temporada 1996 de la J. League se sumarían dos nuevos clubes: Avispa Fukuoka y Kyoto Purple Sanga. El sistema de liga fue modificado para rebajar el número de partidos.

## Clasificación

### Primera ronda
| Pos. | Equipo               | Pts. | PJ | G  | PDP | P  | GF | GC | Dif. | Clasificación        |
| ---- | -------------------- | ---- | -- | -- | --- | -- | -- | -- | ---- | -------------------- |
| 1    | Yokohama Marinos (Q) | 52   | 26 | 17 | 1   | 8  | 47 | 38 | +9   | Final del Campeonato |
| 2    | Verdy Kawasaki       | 49   | 26 | 16 | 1   | 9  | 46 | 36 | +10  |                      |
| 3    | Urawa Red Diamonds   | 48   | 26 | 15 | 3   | 8  | 41 | 34 | +7   |                      |
| 4    | Nagoya Grampus Eight | 46   | 26 | 15 | 1   | 10 | 50 | 48 | +2   |                      |
| 5    | Júbilo Iwata         | 45   | 26 | 15 | 0   | 11 | 48 | 40 | +8   |                      |
| 6    | JEF United Ichihara  | 45   | 26 | 14 | 3   | 9  | 48 | 40 | +8   |                      |
| 7    | Bellmare Hiratsuka   | 43   | 26 | 14 | 1   | 11 | 60 | 47 | +13  |                      |
| 8    | Kashima Antlers      | 42   | 26 | 14 | 0   | 12 | 38 | 38 | 0    |                      |
| 9    | Cerezo Osaka         | 41   | 26 | 13 | 2   | 11 | 43 | 44 | −1   |                      |
| 10   | Sanfrecce Hiroshima  | 39   | 26 | 13 | 0   | 13 | 38 | 33 | +5   |                      |
| 11   | Gamba Osaka          | 31   | 26 | 10 | 1   | 15 | 49 | 54 | −5   |                      |
| 12   | Shimizu S-Pulse      | 30   | 26 | 10 | 0   | 16 | 35 | 63 | −28  |                      |
| 13   | Yokohama Flügels     | 28   | 26 | 9  | 1   | 16 | 42 | 54 | −12  |                      |
| 14   | Kashiwa Reysol       | 22   | 26 | 7  | 1   | 18 | 30 | 46 | −16  |                      |

 Fuente: J. League Data Site: 1995 J.LEAGUE Suntory League table
Criterios de clasificación: 1) puntos; 2) diferencia de goles; 3) número de goles marcados; 4) resultados entre los equipos en cuestión.
Sistema de puntuación: Victoria = 3 puntos; Derrota en penaltis = 1 punto; Derrota en 90 minutos o prórroga = 0 puntos

### Segunda ronda
| Pos. | Equipo               | Pts. | PJ | G  | PDP | P  | GF | GC | Dif. | Clasificación        |
| ---- | -------------------- | ---- | -- | -- | --- | -- | -- | -- | ---- | -------------------- |
| 1    | Verdy Kawasaki (Q)   | 59   | 26 | 19 | 2   | 5  | 60 | 26 | +34  | Final del Campeonato |
| 2    | Nagoya Grampus Eight | 51   | 26 | 17 | 0   | 9  | 49 | 34 | +15  |                      |
| 3    | Yokohama Marinos     | 46   | 26 | 15 | 1   | 10 | 39 | 37 | +2   |                      |
| 4    | Shimizu S-Pulse      | 45   | 26 | 15 | 0   | 11 | 42 | 34 | +8   |                      |
| 5    | Kashiwa Reysol       | 43   | 26 | 14 | 1   | 11 | 57 | 54 | +3   |                      |
| 6    | Kashima Antlers      | 43   | 26 | 14 | 1   | 11 | 44 | 41 | +3   |                      |
| 7    | JEF United Ichihara  | 43   | 26 | 14 | 1   | 11 | 49 | 51 | −2   |                      |
| 8    | Urawa Red Diamonds   | 42   | 26 | 14 | 0   | 12 | 44 | 38 | +6   |                      |
| 9    | Júbilo Iwata         | 40   | 26 | 13 | 1   | 12 | 40 | 37 | +3   |                      |
| 10   | Cerezo Osaka         | 37   | 26 | 12 | 1   | 13 | 36 | 39 | −3   |                      |
| 11   | Yokohama Flügels     | 34   | 26 | 11 | 1   | 14 | 36 | 57 | −21  |                      |
| 12   | Sanfrecce Hiroshima  | 28   | 26 | 9  | 1   | 16 | 31 | 43 | −12  |                      |
| 13   | Gamba Osaka          | 26   | 26 | 8  | 2   | 16 | 38 | 53 | −15  |                      |
| 14   | Bellmare Hiratsuka   | 22   | 26 | 7  | 1   | 18 | 34 | 55 | −21  |                      |

 Fuente: J. League Data Site: 1995 J.LEAGUE NICOS League table
Criterios de clasificación: 1) puntos; 2) diferencia de goles; 3) número de goles marcados; 4) resultados entre los equipos en cuestión.

### General
| Pos. | Equipo                   | Pts. | PJ | G  | PDP | P  | GF  | GC  | Dif. | Clasificación                                   |
| ---- | ------------------------ | ---- | -- | -- | --- | -- | --- | --- | ---- | ----------------------------------------------- |
| 1    | Yokohama Marinos (C, Q)  | 98   | 52 | 32 | 2   | 18 | 86  | 75  | +11  | Clasificado a la Copa de Clubes de Asia 1996-97 |
| 2    | Verdy Kawasaki           | 108  | 52 | 35 | 3   | 14 | 106 | 62  | +44  |                                                 |
| 3    | Nagoya Grampus Eight (Q) | 97   | 52 | 32 | 1   | 19 | 99  | 82  | +17  | Clasificado a la Recopa de la AFC 1996-97       |
| 4    | Urawa Red Diamonds       | 90   | 52 | 29 | 3   | 20 | 85  | 72  | +13  |                                                 |
| 5    | JEF United Ichihara      | 88   | 52 | 28 | 4   | 20 | 97  | 91  | +6   |                                                 |
| 6    | Júbilo Iwata             | 85   | 52 | 28 | 1   | 23 | 88  | 77  | +11  |                                                 |
| 7    | Kashima Antlers          | 85   | 52 | 28 | 1   | 23 | 82  | 79  | +3   |                                                 |
| 8    | Cerezo Osaka             | 78   | 52 | 25 | 3   | 24 | 79  | 83  | −4   |                                                 |
| 9    | Shimizu S-Pulse          | 75   | 52 | 25 | 0   | 27 | 77  | 97  | −20  |                                                 |
| 10   | Sanfrecce Hiroshima      | 67   | 52 | 22 | 1   | 29 | 69  | 76  | −7   |                                                 |
| 11   | Bellmare Hiratsuka (Q)   | 65   | 52 | 21 | 2   | 29 | 94  | 102 | −8   | Clasificado a la Recopa de la AFC 1996-97       |
| 12   | Kashiwa Reysol           | 65   | 52 | 21 | 2   | 29 | 87  | 100 | −13  |                                                 |
| 13   | Yokohama Flügels         | 62   | 52 | 20 | 2   | 30 | 78  | 111 | −33  |                                                 |
| 14   | Gamba Osaka              | 57   | 52 | 18 | 3   | 31 | 87  | 107 | −20  |                                                 |

 Fuente: Suma de la primera y la segunda etapa
Criterios de clasificación: 1) puntos; 2) diferencia de goles; 3) número de goles marcados; 4) resultados entre los equipos en cuestión.
Notas:
1. ↑  Bellmare Hiratsuka se clasificó para la Recopa de la AFC 1996-97 como campeón vigente.

### Final
| 30 de noviembre de 1995, 19:05 (UTC+9) | Yokohama Marinos | 1:0 (0:0) | Verdy Kawasaki | Estadio Nacional, Tokio                                    |                                                            |
|                                        | Bisconti 48'     | Reporte   |                | Asistencia: 47.631 espectadores Árbitro(s): Zoran Petrović | Asistencia: 47.631 espectadores Árbitro(s): Zoran Petrović |

| 6 de diciembre de 1995, 19:05 (UTC+9) | Verdy Kawasaki | 0:1 (0:1) | Yokohama Marinos | Estadio Nacional, Tokio                                       |                                                               |
|                                       |                | Reporte   | Ihara 29'        | Asistencia: 48.271 espectadores Árbitro(s): Shin'ichirō Obata | Asistencia: 48.271 espectadores Árbitro(s): Shin'ichirō Obata |

|                                      |
|                                      |
| Campeón Yokohama Marinos 1.er título |

## Premios

### Individuales
- Jugador más valioso del campeonato: Dragan Stojković (Nagoya Grampus Eight)
- Máximo goleador: Masahiro Fukuda, 32 goles (Urawa Red Diamonds)
- Mejor debutante: Yoshikatsu Kawaguchi (Yokohama Marinos)
- Mejor entrenador: Arsène Wenger (Nagoya Grampus Eight)

### Mejor once inicial
| Posición | Futbolista          | Club                 | País                           |
| -------- | ------------------- | -------------------- | ------------------------------ |
| GK       | Shinkichi Kikuchi   | Verdy Kawasaki       | Bandera de Japón               |
| DF       | Naoki Soma          | Kashima Antlers      | Bandera de Japón               |
| DF       | Masami Ihara        | Yokohama Marinos     | Bandera de Japón               |
| DF       | Masaharu Suzuki     | Yokohama Marinos     | Bandera de Japón               |
| DF       | Guido Buchwald      | Urawa Red Diamonds   | Bandera de Alemania            |
| MF       | Tetsuji Hashiratani | Verdy Kawasaki       | Bandera de Japón               |
| MF       | Bismarck            | Verdy Kawasaki       | Bandera de Brasil              |
| FW       | Masahiro Fukuda     | Urawa Red Diamonds   | Bandera de Japón               |
| FW       | Kazuyoshi Miura     | Verdy Kawasaki       | Bandera de Japón               |
| FW       | Dragan Stojković    | Nagoya Grampus Eight | Bandera de Serbia y Montenegro |
| FW       | Hiroaki Morishima   | Cerezo Osaka         | Bandera de Japón               |